# تكرار توكيدي
التكرار التوكيدي في البلاغة هو تكرار كلمة أو عبارة في تتابع فوري، عادة داخل نفس الجملة للتقوية والتوكيد. 

## أمثلة
قال الشاعر: